# الدوري البيروي لكرة القدم 2009
الدوري البيروفي لكرة القدم 2009 (بالإسبانية: Campeonato Descentralizado 2009)‏ هو الموسم 93 من الدوري البيروفي لكرة القدم. أشرف على تنظيمه اتحاد بيرو لكرة القدم، وكان عدد الأندية المشاركة فيه 16، وفاز فيه الجامعي دي بيرو.